# میشا شهبازیان
میکائیل "میشا" شهبازیان (ارمنی: Միքայել Շահբազյան؛ زاده ۱۹۰۴ – درگذشته ۱۹۷۶) نقاش ارمنی‌تبار اهل ایران بود 
وی که از خانواده‌ای مهاجر بود، در (۱۹۰۴ میلادی) (۱۲۸۳ خورشیدی) در اردبیل متولد شد و از همان دوران کودکی به نقاشی علاقه‌مند شد.

## تحصیلات
در آغاز، آموختن نقاشی را به مدت چهار سال در مدرسهٔ کمال‌الملک (مدرسهٔ صنایع مستظرفه) شروع کرد. بعد از آن، دو سال نزد یک نقاش روسی به نام پل مارکی آموزش دید. میشا مدتی را هم برای آموختن نقاشی در تفلیس گذراند.

## زندگی حرفه‌ای
میشا شهبازیان آموختن نقاشی را به مدت چهار سال در مدرسهٔ کمال‌الملک شروع کرد. او جزو اولین آبرنگ‌کارانی است که ساده، سریع قلم می‌زد و رنگ‌های شفاف را به‌خوبی در کارش می‌نشاند و غیر از آبرنگ در طراحی سریع از منظره نیز توانایی قابل توجهی داشت.
شهبازیان با شناخت درستی که از رنگ‌های سیال و مهارناپذیر آبرنگ دارد، از حداکثر قابلیت‌های این شیوه نقاشی بهره می‌برد. لکه‌های رنگی قاطع و درخشان او، در زمانی کوتاه به ساخت شکل یا منظره‌ای استوار، دست پیدا می‌کنند. باید در نظر داشت که مهار رنگ‌هایی اینچنین بر زمینه مرطوب کاغذ، کاری بسیار دشوار است که البته شهبازیان در آثار آبرنگی خود به خوبی از پس آن برمی‌آید.
از آنجایی که خاستگاه میشا شهبازیان و برخی دیگر از نقاشان ارمنیِ آبرنگ‌کار شهر اصفهان بوده، این هنرمندان به نقاشان «مکتب آبرنگ اصفهان» یا «نقاشان جُلفای نو» شهرت دارند. ویژگی اصلی کار آنان، رواج منظره‌نگاری در فضای باز، ثبت ویژگی‌های بومی مناظر و ابنیه تاریخی ایران است. این نقاشان ارمنی، با آثار و آموزش‌های خود به استفاده و رواج تکنیک آبرنگ در ایران رونق بسیاری بخشیدند.
وی در ۱۹۷۶ (۱۳۵۵) در سن ۷۲ سالگی درگذشت. 

## نمایشگاه‌ها
از مهم‌ترین نمایشگاه‌های شهبازیان می‌توان به این‌ها اشاره کرد: نمایشگاه سال ۱۹۴۸ (۱۳۲۷) در انجمن روابط فرهنگی ایران و شوروی (وکس)، نمایشگاه سال ۱۹۷۱ (۱۳۵۰) در کلوب ارمنیان تهران و نمایشگاه (۱۹۷۳) اردیبهشت ۱۳۵۲ به همراه وارطانیان در گالری خانهٔ آفتاب. نوزده سال بعد از درگذشت میکائیل شهبازیان، در ۱۹۹۰ (۲۹ شهریور ۱۳۶۹)، نمایشگاهی از آثار او در هتل همای تهران برپا شد.
- فروش اثر امامزاده جعفر ورامین در حراج تهران به قیمت ۴۴ میلیون تومان، تیر ماه ۱۳۹۸[۱]
- فروش اثر مدرسه چهارباغ اصفهان در حراج تهران به قیمت ۵۰ میلیون تومان، خرداد ماه ۱۳۹۵